# 尤哈尼·奧亞拉
尤哈尼·奧亞拉（芬蘭語：Juhani Ojala；1989年6月19日—）是一位芬蘭足球運動員。在場上的位置是中後衛。他現在效力於蘇格蘭足球超級聯賽球隊马瑟韦尔足球俱乐部。他也代表芬蘭國家足球隊參賽。